# Ellinikí Radiofonía Tileórasi
Ellinikí Radiofonía Tileórasi (Ελληνική Ραδιοφωνία Τηλεόραση, en español Radiotelevisión helénica), también conocida por sus siglas ERT (ΕΡΤ), es la corporación de radiodifusión pública de Grecia. Fundada en 1938, actualmente gestiona cinco canales de televisión y ocho emisoras de radio. Es también uno de los miembros fundadores de la Unión Europea de Radiodifusión (UER).
El 12 de junio de 2013 el gobierno de Andonis Samarás anunció su cierre como medida de austeridad por la crisis económica que vivía el país. En su lugar fue reemplazada por una empresa pública de menor tamaño, NERIT, inaugurada el 4 de mayo de 2014. Sin embargo, ERT fue reabierta el 11 de junio de 2015 por el nuevo gobierno de Alexis Tsipras, quien además reincorporó a los empleados despedidos. NERIT desapareció ese mismo día y la radiodifusora adoptó una nueva estructura para garantizar su independencia editorial.
La radiodifusión pública griega se financia con un impuesto de 4,30 euros al mes incluido en el recibo de la luz.

## Historia

### ERT (1938-2013)

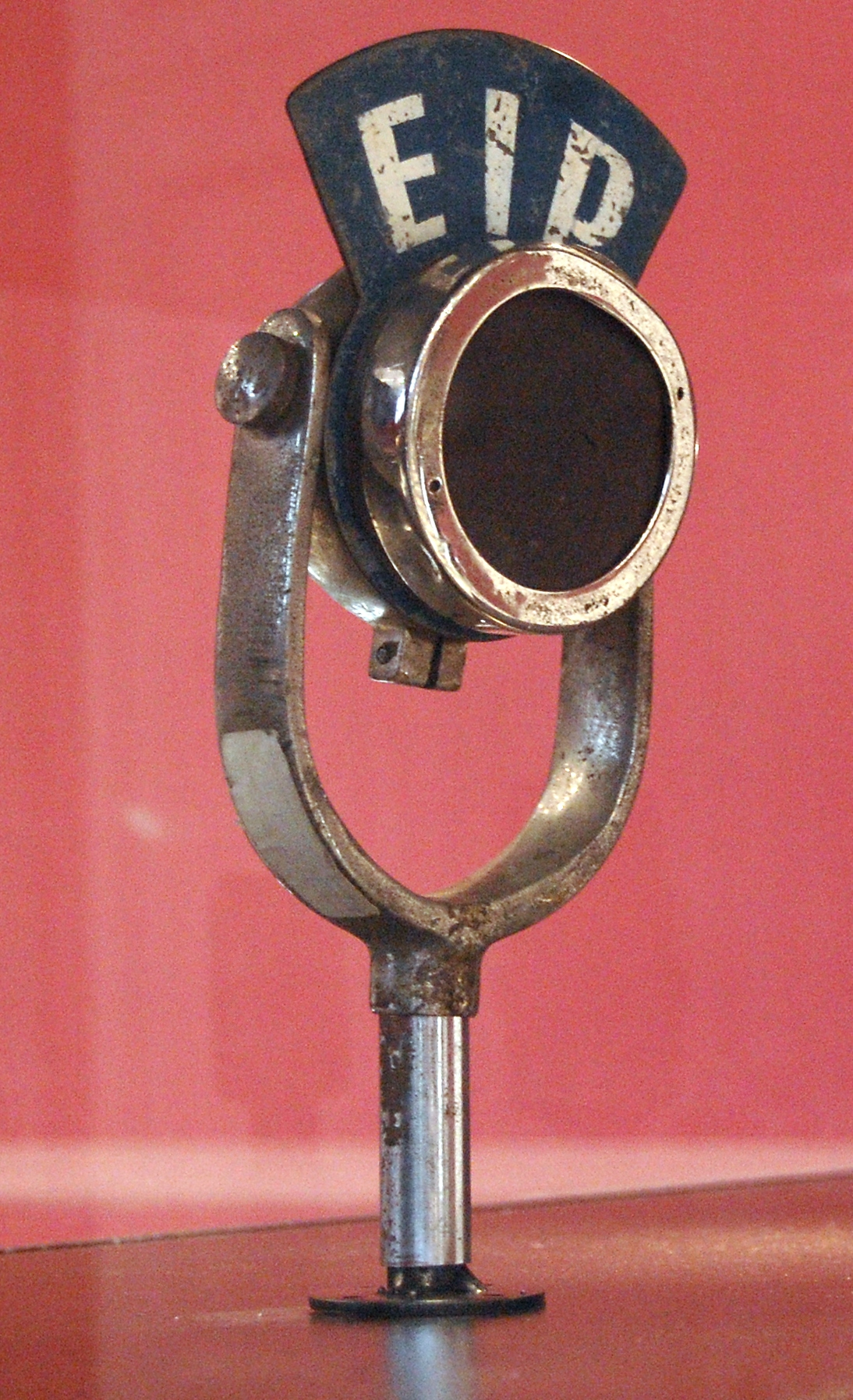
Micrófono de la EIR, la primera radio pública de Grecia.

En 1938 comenzaron las emisiones de la «Fundación Nacional de Radio» (Ethnikon Idryma Radiofonías, EIR), la primera emisora pública de radio en Grecia, con sede en Atenas. Su trayectoria se vio interrumpida por el estallido de la Segunda Guerra Mundial y la posterior ocupación del ejército alemán, pero se retomó cuando el conflicto terminó. Con el paso del tiempo, amplió su servicio a tres emisoras de cobertura nacional y una internacional para la diáspora helena, así como emisoras locales en las diferentes islas. EIR fue miembro fundador de la Unión Europea de Radiodifusión en 1950.
Las emisiones de televisión no comenzaron hasta 1965 con las pruebas del primer canal (ERT), que inició su actividad regular el 23 de febrero de 1966. La empresa adaptó su denominación al nuevo medio y se convirtió en la «Fundación Nacional de Radio y Televisión» (EIRT). De forma paralela, las Fuerzas Armadas de Grecia crearon en 1967 su propia cadena de televisión, la YENED (siglas en griego de «Servicio Informativo de las Fuerzas Armadas»), estrechamente vinculada a la Dictadura de los Coroneles que gobernó Grecia hasta su caída en 1974. EIRT no asumió el control de YENED hasta 1982, cuando le cambió el nombre a ERT2. A pesar de la nueva denominación, los dos canales tenían direcciones independientes.
Con el establecimiento de la república en 1974, EIRT pasó a llamarse ERT y se convirtió en una empresa estatal con vocación de servicio público. En 1987 se unificó la gestión de todos los canales en una única corporación y se puso en marcha el tercer canal de televisión (ET3), con sede en Salónica y desconexiones regionales. A comienzos de los años 1990 el mercado se abrió a las televisiones privadas.
En la década del 2000 ERT modificó su estrategia para la televisión; su segundo canal fue renombrado «NET» (Nueva Televisión Helénica) y se convirtió en la cadena generalista, mientras que ET1 pasó a ser minoritaria. La corporación ganó relevancia internacional con la cobertura de los Juegos Olímpicos de 2004 y la organización del Festival de la Canción de Eurovisión 2006, gracias a la victoria de Helena Paparizou en el año anterior. También apostó por la televisión digital terrestre con tres canales temáticos (Prisma+, Cine+, Sport+), así como la emisión del canal satélite de la Televisión Pública Chipriota.
El estallido de la crisis de la deuda soberana en Grecia mermó la actividad de la corporación pública, que enfatizó la labor de servicio público al no poder competir con las privadas. Las audiencias cayeron, la deuda se disparó y las autoridades del país no pudieron frenar los gastos porque, en muchos casos, no habían un control eficaz de la gestión. Después de que la Comisión Europea reclamara la remodelación de todos los servicios públicos del país, en agosto de 2011 se anunció un plan de ahorro en 8,3 millones de euros que incluía el despido de trabajadores y la eliminación de todos los canales temáticos digitales.

#### Cierre de ERT (2013)
El 11 de junio de 2013, el gobierno de Andonis Samarás anunció el cierre completo de ERT a partir de las 00:00 horas del 12 de junio, dentro de un plan de ahorro de 300 millones de euros por los problemas económicos del país. La medida supuso el despido de toda la plantilla, formada por 2.656 trabajadores. Este cierre inminente pudo hacerse gracias a un decreto ley que permitía cerrar empresas públicas sin aprobación del parlamento, cumpliendo así las exigencias de reducción del gasto público impuestas por los acreedores internacionales —Comisión Europea, Banco Central Europeo y Fondo Monetario Internacional—. Grecia se convirtió así en el primer país de Europa que eliminó su radiodifusora pública.
ERT fue calificada por el gobierno como «un medio increíblemente derrochador» y de gestión «determinada por la opacidad, con seis departamentos de contabilidad que no se comunican entre sí». En el plano político, la medida fue tomada unilateralmente por el partido de gobierno (Nueva Democracia) y rechazada tanto por sus socios (Pasok y Dimar) como por el principal partido de la oposición, la Coalición de la Izquierda Radical (Syriza).  Los únicos que le apoyaron fueron Amanecer Dorado y la Concentración Popular Ortodoxa. A nivel internacional, el comisario europeo Olli Rehn defendió la decisión pero también aseguró que «Europa no había pedido el cierre» de ERT, por lo que reclamó un medio público alternativo.
La policía griega cerró todos los repetidores a las 23:00 (UTC +2) del 12 de junio de 2013, pero la sede central de la ERT fue ocupada por los trabajadores, quienes siguieron emitiendo por internet y cadenas locales sin licencia, a través de la plataforma «ERT Open». Del mismo modo, varios manifestantes se organizaron a las puertas de la sede para evitar su desalojo. El viernes 14 de junio reanudaron las emisiones de la cadena regional ET3, y un día más tarde los canales de radio a través de Internet. Además, los empleados de medios privados iniciaron una huelga de 24 horas en solidaridad.
La Unión Europea de Radiodifusión se pronunció contra el cierre y ofreció emitir la señal de ERT Open desde su web radicada en Suiza.

### NERIT (2013-2015)
El primer ministro Samarás creó una nueva corporación de radiodifusión pública, Néa Ellinikí Radiofonía, Ínternet kai Tileórasi (NERIT), cuyo inicio de emisiones estaba previsto en un plazo de tres meses. 
Seis días después del cierre de ERT, el Consejo de Estado dictaminó que el gobierno no podía dejar al país sin radiodifusión pública hasta que la nueva empresa se pusiera en marcha. Si bien los trabajadores de ERT interpretaron que eso suponía su regreso, el gobierno cumplió la sentencia de otra forma: el 10 de julio de 2013 puso en marcha un canal de televisión transitorio, «Televisión Pública» (Dimosia Tileórasi), que comenzó a emitir a las 8:30 de la mañana a través de las frecuencias públicas. Al no poder usar la sede de ERT porque estaba ocupada, se recurrió a unos estudios del canal privado MEGA.
Después de que el canal transitorio comenzase a emitir informativos en agosto, la UER consideró formalmente que el servicio público se había restablecido y retiró su apoyo a ERT Open. La policía griega desalojó la sede ateniense de ERT el 7 de noviembre. NERIT pudo trasladarse allí e iniciar sus emisiones el 4 de mayo de 2014 con una plantilla de 800 trabajadores, dos canales de televisión y cinco emisoras de radio.

### Reapertura de ERT (2015)
En enero de 2015 se produjo un cambio de gobierno con la victoria de Alexis Tsipras, líder de la Coalición de la Izquierda Radical (Syriza). En su programa electoral se prometió la reapertura de la ERT, con la readmisión de los empleados despedidos que así lo solicitaran. Además, Tsipras había definido el cierre de ERT y la creación de NERIT como «un crimen contra todos los griegos y en contra de la democracia».
El 18 de mayo de 2015 el parlamento griego aprobó la readmisión de 13 000 funcionarios despedidos durante la crisis, entre ellos toda la plantilla de ERT. NERIT se mantuvo como grupo público transitorio hasta que el 11 de junio de 2015, dos años después de su cierre, se completó la reapertura de ERT con la estructura actual: dos canales de televisión (ERT1 y ERT2), siete emisoras de radio, una plantilla de 2300 trabajadores y un consejo editorial independiente del estado. El tercer canal de televisión tuvo que esperar hasta el 29 de junio del mismo año para reanudar su actividad. El primer director elegido para esa nueva etapa fue el compositor musical Dionysis Tsaknis.
El sucesor de Tsipras al frente del gobierno, el conservador Kyriakos Mitsotakis, mantuvo la decisión del gobierno anterior de restituir a ERT como la radiodifusora pública nacional.

## Servicios

### Radio
Ellinikí Radiofonía Tileórasi cuenta con una amplia red de emisoras nacionales y locales bajo la marca «Elliniki Radiofonia» (Radiodifusión helena)

#### Emisoras nacionales
| Logo | Canal             | Información |
| ---- | ----------------- | --- |
|      | Proto Prógramma   | Radio con espacios informativos y de entretenimiento. Anteriormente conocida como NET FM. Cuenta con dos frecuencias. |
|      | Deftero Prógramma | Radio musical, especializada en música griega.                                                                        |
|      | Tríto Prógramma   | Emisora cultural con música clásica, teatro y poesía.                                                                 |
|      | Kosmos 93.6       | Emisora de música contemporánea.                                                                                      |
|      | ERA Sport         | Radio dedicada al deporte. Incluye boletines informativos.                                                            |
|      | Zeppelin 106.7    | Emisora de rock |

#### Emisoras regionales
Estas emisoras se agrupan bajo la marca ERT3 Makedonias, radio especial para la región de Macedonia.
| Logo | Canal   | Información                   |
| ---- | ------- | ----------------------------- |
|      | 95.8 FM | Música y espacios culturales. |
|      | 102 FM  | Noticias y actualidad.        |

Están también presentes 19 emisoras locales agrupadas bajo la marca ERT Periferia.

#### Emisoras internacionales
| Logo | Canal             | Información                   |
| ---- | ----------------- | ----------------------------- |
|      | I Foni Ti Elladas | Emisora internacional de ERT. |

### Televisión
ERT gestiona cinco canales de televisión y una señal internacional.
| Logo | Canal      | Información |
| ---- | ---------- | --- |
|      | ERT1       | Principal canal de televisión de ERT y heredero de la antigua NET. Basa su programación en información, entretenimiento en horario estelar y retransmisión de grandes eventos. Empezó el 11 de junio de 2015.            |
|      | ERT2       | Segundo canal de la ERT, con una programación enfocada a la cultura, infancia, documentales, cine y deporte. Es heredero de ET1, el primer canal que existió en Grecia. También comenzó a emitir el 11 de junio de 2015. |
|      | ERT3       | Tercer canal, con vocación regional y sede en Salónica. Empezó el 29 de junio de 2015. |
|      | ERT News   | Canal de noticias. Empezó el 3 de marzo de 2022. |
|      | ERT Sports | Canal de deportes. Empezó el 27 de abril del 2011 como ERT HD, pero el 9 de febrero del 2019 adoptó su denominación actual.                                                                                              |
|      | ERT World  | Reúne toda la programación de ERT para la diáspora griega en el extranjero. Fue relanzado el 3 de mayo de 2016. |